# Улица Голубко
Улица Голубко́ — улица в Красном Селе. Проходит вдоль улицы Рябчикова, от улицы Спирина до Средней улицы.

## История
Название присвоено в 1965 году в память об Александре Ивановиче Голубко (1883—1919), рабочем Красногородской бумажной фабрики, погибшем в бою во время наступления войск генерала Юденича на Петроград.
Весной и осенью подвалы частных домов улицы заливает.
С 2014 года утверждён проект планировки территории, одна из границ которой проходит по улице Голубко. На углу с улицей Восстановления строится спортивный комплекс.